# Nagato

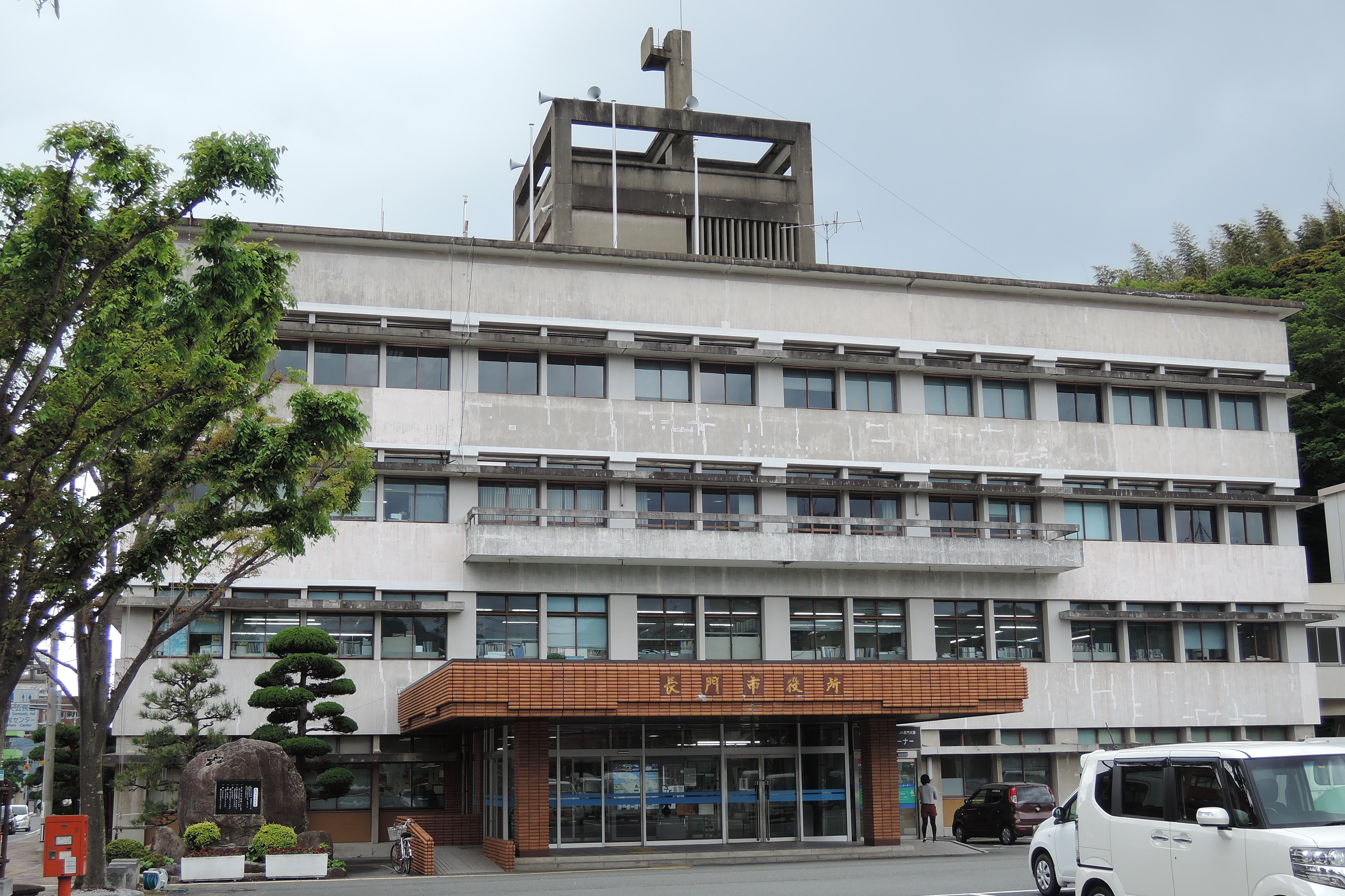
A cidadezinha japonesa Nagato, no extremo sul de Honshu, principal ilha do país, recebeu mais de 1 milhão de visitantes em 2017. Isso após a CNN descrever a cidade como um dos “31 lugares mais bonitos do Japão” e imagens do santuário local começarem a pipocar no Instagram.

Nagato (長門市; -shi) é uma cidade japonesa localizada na província de Yamaguchi.
Em 2003, a cidade tinha uma população estimada em 23 356 e uma densidade populacional de 153,25 habitantes por km2. Tem uma área total de 152,40 km².
A cidade foi fundada a 31 de Março de 1954.